# Léon Hertling

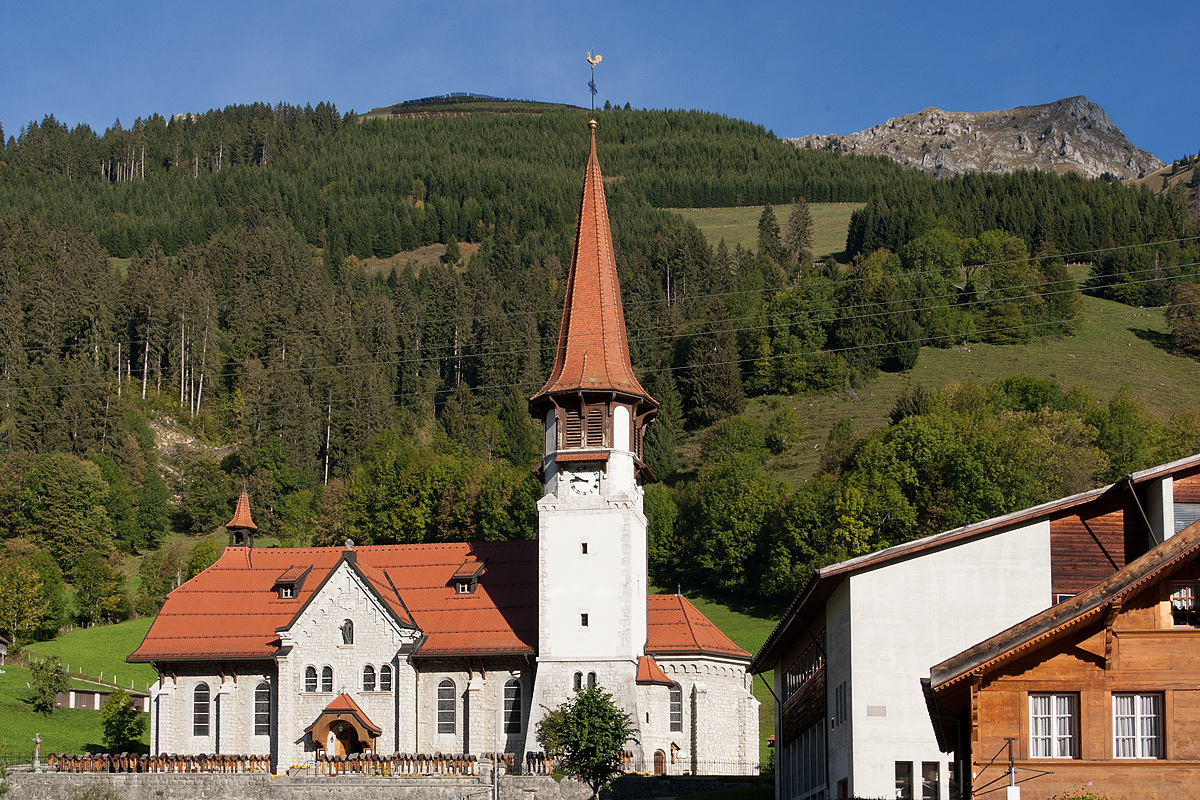
Katholische Pfarrkirche St. Stephan in Jaun, Entwurf Léon Hertling

Karl Sigismund Léon Hertling (geboren am 20. November 1867 in Freiburg im Üechtland; gestorben am 9. März 1948 in Freiburg im Üechtland) war ein Schweizer Architekt.

## Leben
Die Vorfahren von Léon Hertling stammten ursprünglich aus Mund im Kanton Wallis und hatten sich 1829 in Freiburg niedergelassen. Der Vater Charles Jacques Hertling war von Beruf Schreiner, der Grossvater Johann Christian Hertling arbeitete als Schlosser. Auch die Cousins Frédéric und Charles Hertling wurden Schlosser und lieferten später an Léon Hertling gelegentlich Schmiedearbeiten für seine Bauprojekte.
Léon Hertling begann sein Architekturstudium 1884/1885 am Technikum Winterthur und wechselte anschliessend an das Eidgenössische Polytechnikum in Zürich. Dort schloss er 1889 sein Studium mit Diplom ab. Nach Praktika bei den angesehenen Zürcher Architekten Heinrich Ernst und Gustav Gull eröffnete Hertling 1890 sein eigens Architekturbüro in Freiburg im Üechtland. Ab 1892 gehörte er der Freiburger Sektion des Schweizerischen Ingenieur- und Architektenvereins an. Von 1903 bis 1907 bekleidete er das Amt eines städtischen Baudirektors. Aus Hertlings Ehe mit Ida Fraisse (1863–1942) ging der 1893 geborene Sohn Adolphe hervor, der ebenfalls Architekt wurde. 1926 übergab Léon Hertling sein Architekturbüro seinem Sohn, der jedoch bereits 1929 verstarb. Das Grab der Familie befindet sich auf dem Cimetière Saint-Léonard in Freiburg, auf dem 1948 Léon Hertling bestattet wurde.

## Bauten

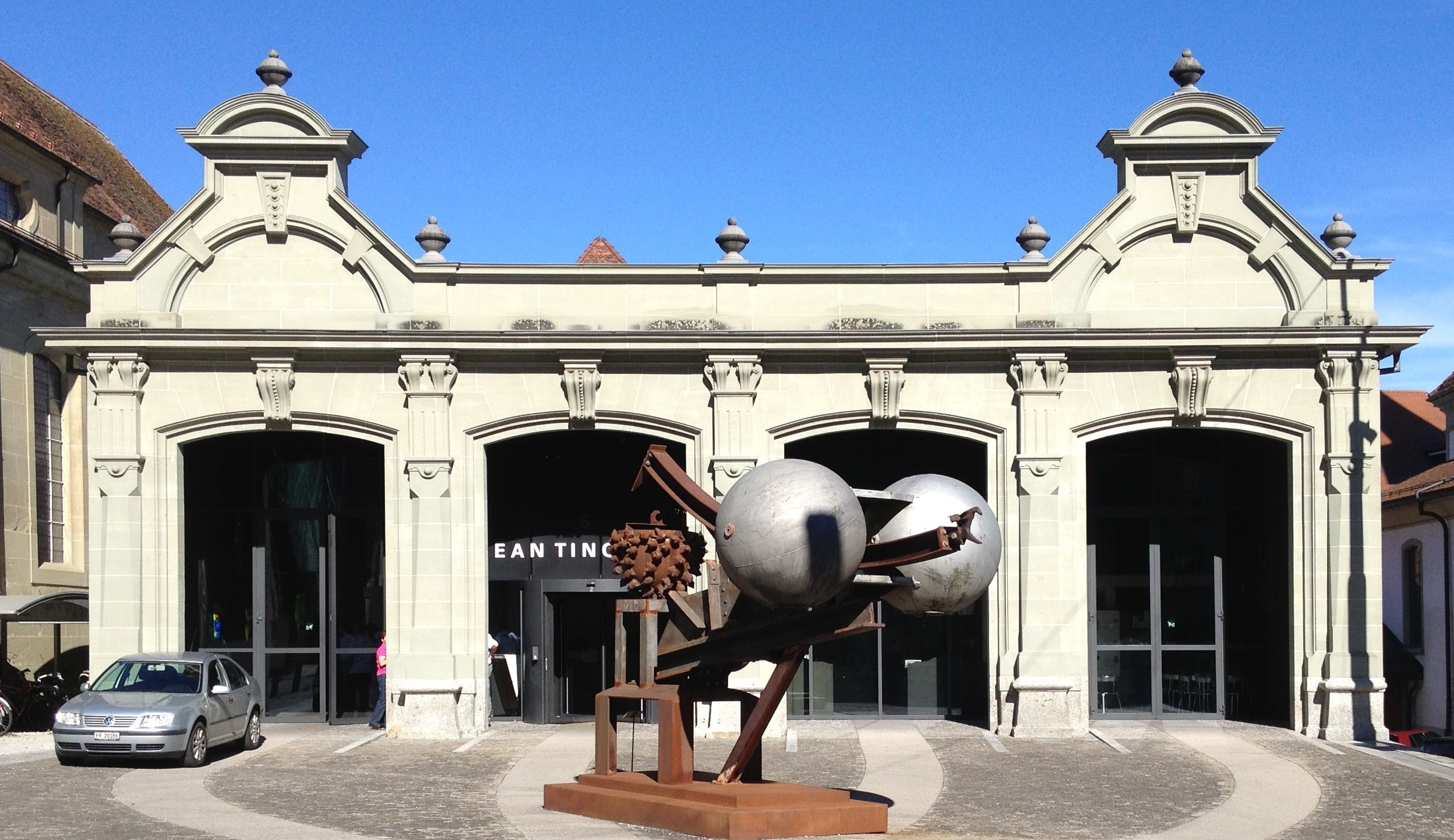
Ehemalige Halle der Tramgesellschaft, heute Espace Jean-Tinguely–Niki-de-Saint-Phalle in Freiburg i. Ü.

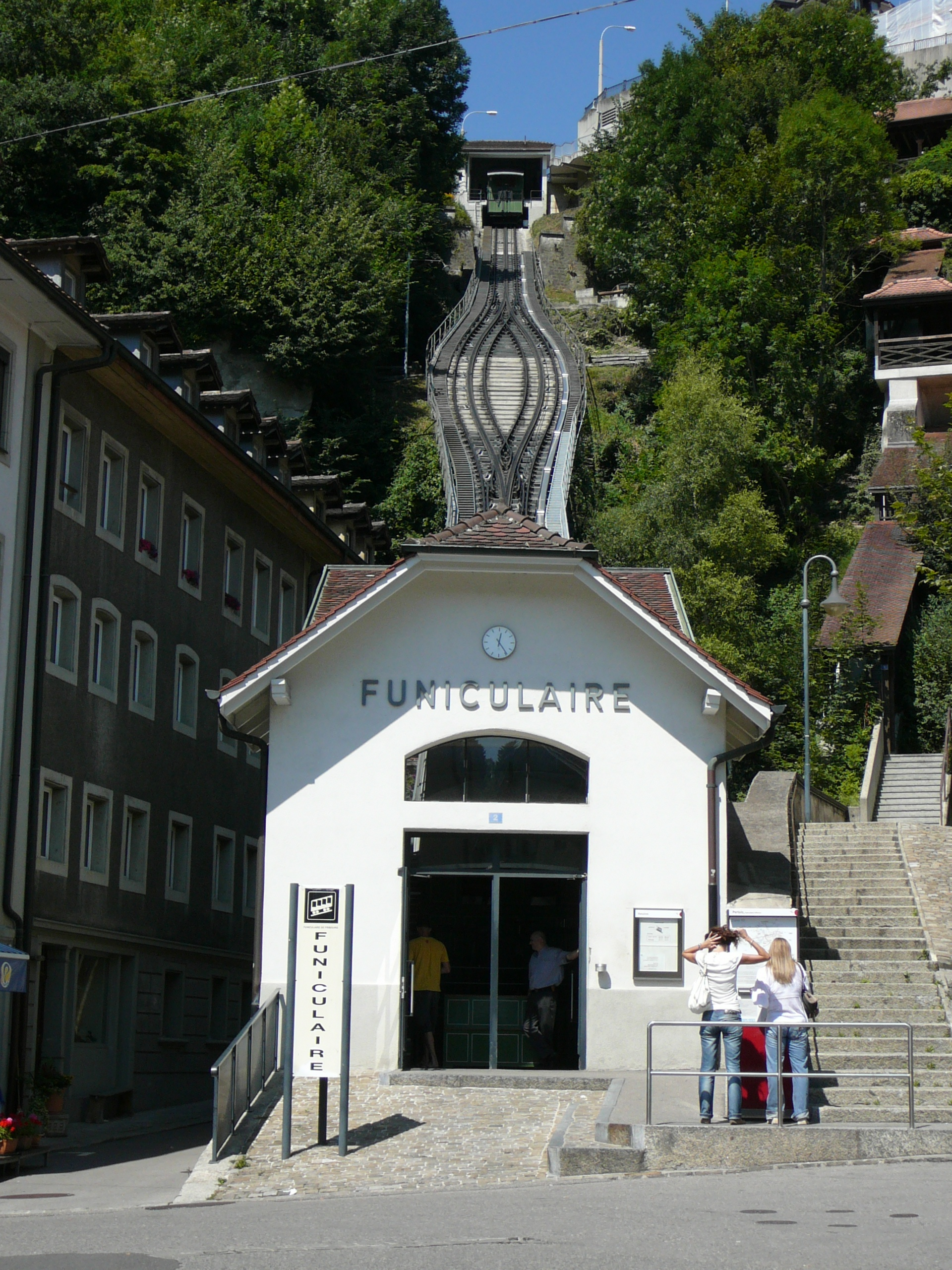
Talstation der Standseilbahn Neuveville–Saint-Pierre

Hertlings architektonisches Werk entstand zwischen 1890 und 1926 überwiegend in Freiburg im Üechtland. Sein Stil bewegt sich zwischen Historismus, Schweizer Heimatstil und gemässigtem Jugendstil. Er schuf Entwürfe für einige öffentliche Gebäude, darunter das Kantonsspital, die Kantonsbibliothek und eine Halle der Strassenbahn Freiburg im Üechtland. Sein einziger Kirchenbau ist die im Stil der Neuromanik errichtete Kirche in Jaun. Seine in grösserer Zahl geplanten Wohnhäuser befinden sich vor allem in den Quartieren Alt, Pérolles und Beauregard. So entstanden allein sieben Villen in der Avenue de Gambach, einem Gartenquartier der städtischen Oberschicht.

## Liste der Bauten (Auswahl)
- 1899: Tal und Bergstation der Standseilbahn Neuveville–Saint-Pierre, Freiburg i. Ü.
- 1899: Café de l’Université (heute Brasserie Boulevard), Boulevard de Pérolles 39, Freiburg i. Ü.
- 1900: Wohn- und Geschäftshaus Café des Charmettes, Boulevard de Pérolles, Freiburg i. Ü.
- 1900: Halle der Tramgesellschaft Strassenbahn Freiburg im Üechtland
- 1900: Crédit Gruyérien, Bulle[1]
- 1903–1905: Ecole Supérieure pour jeunes filles (heute Collège de Gambach), Freiburg i. Ü.
- 1904: Wohn- und Geschäftshaus Brasserie du Beausite, Route de Villars 1, Freiburg i. Ü.
- 1904: Wohnhaus Avenue Jean-Gambach 7, Freiburg i. Ü.
- 1905: Wohnhaus Avenue Jean-Gambach 26, Freiburg i. Ü.
- 1905: Villa Thérèse, Route de Berne 10, Freiburg i. Ü.
- 1905–1907: Staatsbank, Liebfrauenplatz, Freiburg i. Ü.
- 1905: Umbau des Gebäudes Rue Joseph-Piller in eine Synagoge, Freiburg i. Ü.
- 1906–1913 Kantonsspital, Freiburg i. Ü.
- 1907: Wohnhaus Schaller, Route des Alpes 2-4, Freiburg i. Ü.
- 1907–1910: Kantonsbibliothek, Freiburg i. Ü.
- 1908–1910: Katholische Pfarrkirche St. Stephan, Jaun
- 1915–1916: Pinte paroissiale (Café St-Maurice), Vers l’Eglise 6, Bärfischen (Barberêche)
- 1924: Geschäftshaus Banque Populaire Suisse, Avenue de la Gare 13, Freiburg i. Ü. (Zusammen mit Ernest Devolz)